# Boston (sastav)
Boston je američki rock sastav iz Bostona koji je osnovao Tom Scholtz, a čiji je vrhunac djelovanja bio 70-ih i 80-ih godina 20. stoljeća.

## Povijest
Sastav je osnovan 1976. a izvornu postavu činili su Tom Scholz, Brad Delp, Fran Sheehan, Barry Goudreau i Sib Hashian. Debitantski album Boston čije su skladbe nastale uglavnom u Scholtzovu podrumskom studiju zabilježio je posebno uspješnu skladbu „More Than a Feeling”. Album je prodan u 8 milijuna primjeraka, a karakterizirali su ga hard rock gitarski riffovi i odlično odsvirane solo dionice, što im je zajamčilo rasprodane turneje. Dvije godine nakon njega objavili su Don't Look Back koji je prodan u 4 milijuna primjeraka, što je Scholtz smatrao razočaravajućim rezultatom. Istu prodaju zabilježio je i treći album Third Stage koji je objavljen sa zakašnjenjem zbog dugotrajnog sudskog procesa s izdavačem, jer je u međuvremenu Scholtz potpisao ugovor s izdavačkom kućom MCA, a od izvorne postave na albumu su ostali Scholtz i Delp. S tog albuma zabilježena je uspješnica „Amanda” koja je dosegla vrh američke top liste. Sljedeća tri studijska albuma prošla su uglavnom manje zapaženo nego prethodnici.

## Studijski albumi
- Boston (1976.)
- Don't Look Back (1978.)
- Third Stage (1986.)
- Walk On (1994.)
- Corporate America (2002.)
- Life, Love & Hope (2013.)

## Trenutačna postava sastava
- Tom Scholz – gitara, bas-gitara, klavijature, bubnjevi, udaraljke, prateći vokali (1975.–)
- Gary Pihl – gitara, klavijature, prateći vokali (1985.–)
- Curly Smith – bubnjevi, usna harmonika, piano, prateći vokali (1994.–1997., 2012.–)
- Jeff Neal – bubnjevi, udaraljke, prateći vokali (2002.–2008., 2014.–2016., 2017–)
- Tommy DeCarlo – glavni vokal, klavijature, udaraljke (2007.–)
- Tracy Ferrie – bas-gitara, prateći vokali (2012.–)
- Beth Cohen – klavijature, vokal, gitara (2015.–)

## Vanjske poveznice
- Stranice sastava